# Conioscinella griseostriata
Conioscinella griseostriata är en tvåvingeart som beskrevs av Oswald Duda 1930. Conioscinella griseostriata ingår i släktet Conioscinella och familjen fritflugor.
Artens utbredningsområde är Taiwan. Inga underarter finns listade i Catalogue of Life.